# 仮面ライダー COMPLETE SONG COLLECTION SERIES
仮面ライダー COMPLETE SONG COLLECTION SERIES（かめんライダー コンプリート ソング コレクション シリーズ）は、1992年に日本コロムビアから発売されたアルバムCDのシリーズ。

## 概要
『仮面ライダー』から『仮面ライダーBLACK RX』までの仮面ライダーシリーズの主題歌・挿入歌のうち、フルサイズの音源が現存するものを全曲収録したアルバムシリーズ。ボーナストラックとして、オリジナルカラオケを可能な限り収録している。収録順は、放送当時の初出時アルバムとは異なっている。
1992年に順次発売された後、1996年2月21日に各ジャケットデザインをリニューアルの上、全タイトル(COCC-13217〜25)が同時に再発売された（このときメーカーの発注ミスにより仮面ライダーアマゾン分のみ再発売されなかった）。
放送開始から40周年にあたる2011年9月21日には、ブルースペックCD仕様の新装版『COMPLETE SONG COLLECTION OF 20TH CENTURY MASKED RIDER』としてリニューアル発売。新たに『真・仮面ライダー 序章』『仮面ライダーZO』『仮面ライダーJ』の楽曲、各作品の主題歌（NG主題歌も含む）のテレビサイズ、旧盤には未収録だった一部のカラオケやインストゥルメンタルなどを追加して全10枚(01 - 09、EXTRA）に再構成、曲順やジャケットも一新された。単品全10巻(COCX-36965〜74)のほか、全巻を収録したCD-BOX仕様(XT-3179-88)でも発売された（商品としてはまったく同一のものをBOXにまとめたもの）。

## SERIES 1
COCC-9986、1992年5月21日発売。
正式タイトルは、『仮面ライダー ～仮面ライダー COMPLETE SONG　COLLECTION SERIES 1 ～』であり、『仮面ライダー』の主題歌・挿入歌が収録されている。

### SERIES 1 の収録曲
| 全作曲・編曲: 菊池俊輔。 |                                 |                  |            |                                |
| #                        | タイトル                        | 作詞             | 作曲・編曲 | 歌                             |
| 1.                       | 「レッツゴー!! ライダーキック」 | 石森章太郎       | 菊池俊輔   | 藤岡弘、メール・ハーモニー     |
| 2.                       | 「仮面ライダーのうた」          | 八手三郎         | 菊池俊輔   | 藤浩一、メール・ハーモニー     |
| 3.                       | 「レッツゴー!! ライダーキック」 | 石森章太郎       | 菊池俊輔   | 藤浩一、メール・ハーモニー     |
| 4.                       | 「かえってくるライダー」        | 滝沢真里         | 菊池俊輔   | 子門真人                       |
| 5.                       | 「ロンリー仮面ライダー」        | 田中守           | 菊池俊輔   | 子門真人                       |
| 6.                       | 「悪魔のショッカー」            | 伊上勝           | 菊池俊輔   | サニー・シンガーズ             |
| 7.                       | 「ライダーアクション」          | 石森章太郎       | 菊池俊輔   | 子門真人                       |
| 8.                       | 「ライダーの子守うた」          | 滝沢真里         | 菊池俊輔   | 小野木久美子                   |
| 9.                       | 「たたかえ！サイクロン」        | 島田真之         | 菊池俊輔   | 子門真人                       |
| 10.                      | 「怪人のうた」                  | 土井信           | 菊池俊輔   | サニー・シンガーズ             |
| 11.                      | 「仮面ライダー数えうた」        | 中瀬当一         | 菊池俊輔   | 子門真人、コロムビアゆりかご会 |
| 12.                      | 「オー！ショッカー」            | 田中守           | 菊池俊輔   | 幹和之、サニー・シンガーズ     |
| 13.                      | 「ぼくらの仮面ライダー」        | 伊上勝           | 菊池俊輔   | コロムビアゆりかご会           |
| 14.                      | 「仮面ライダークリスマス」      | 田中守、丘灯至夫 | 菊池俊輔   | 水木一郎、コロムビアゆりかご会 |
| 15.                      | 「レッツゴー!! ライダーキック」 | 石森章太郎       | 菊池俊輔   | （オリジナルカラオケ）         |
| 16.                      | 「仮面ライダーのうた」          | 八手三郎         | 菊池俊輔   | （オリジナルカラオケ）         |
| 17.                      | 「かえってくるライダー」        | 滝沢真里         | 菊池俊輔   | （オリジナルカラオケ）         |
| 18.                      | 「ロンリー仮面ライダー」        | 田中守           | 菊池俊輔   | （オリジナルカラオケ）         |
| 19.                      | 「悪魔のショッカー」            | 伊上勝           | 菊池俊輔   | （オリジナルカラオケ）         |
| 20.                      | 「ライダーアクション」          | 石森章太郎       | 菊池俊輔   | （オリジナルカラオケ）         |
| 21.                      | 「ライダーの子守うた」          | 滝沢真里         | 菊池俊輔   | （オリジナルカラオケ）         |
| 22.                      | 「たたかえ！サイクロン」        | 島田真之         | 菊池俊輔   | （オリジナルカラオケ）         |
| 23.                      | 「怪人のうた」                  | 土井信           | 菊池俊輔   | （オリジナルカラオケ）         |
| 24.                      | 「仮面ライダー数えうた」        | 中瀬当一         | 菊池俊輔   | （オリジナルカラオケ）         |
| 25.                      | 「オー！ショッカー」            | 田中守           | 菊池俊輔   | （オリジナルカラオケ）         |
| 26.                      | 「ぼくらの仮面ライダー」        | 伊上勝           | 菊池俊輔   | （オリジナルカラオケ）         |

## SERIES 2
COCC-9987、1992年5月21日発売。
正式タイトルは、『仮面ライダーV3 ～仮面ライダー COMPLETE SONG　COLLECTION SERIES 2 ～』であり、『仮面ライダーV3』の主題歌・挿入歌が収録されている。

### SERIES 2 の収録曲
1. 戦え! 仮面ライダーV3
2. 少年仮面ライダー隊の歌
3. 走れハリケーン
4. 仮面ライダー讃歌
5. V3の一人歌
6. V3のマーチ
7. デストロン讃歌
8. V3アクション
9. V3の子守歌
10. 不死身の男
11. ぼくらの仮面ライダーV3
12. 戦え! 仮面ライダーV3
13. 少年仮面ライダー隊の歌
14. 走れハリケーン
15. 仮面ライダー讃歌
16. V3の一人歌
17. V3のマーチ
18. デストロン讃歌
19. V3アクション
20. V3の子守歌
21. 不死身の男
22. ぼくらの仮面ライダーV3

M-12〜22：オリジナルカラオケ

## SERIES 3
COCC-10079、1992年7月21日発売。
正式タイトルは、『仮面ライダーX ～仮面ライダー COMPLETE SONG　COLLECTION SERIES 3 ～』であり、『仮面ライダーX』の主題歌・挿入歌が収録されている。カラオケは当時の主題歌シングルに収録されていた３曲（「セタップ! 仮面ライダーX」「白い弾丸クルーザー」「おれはXカイゾーグ」）と「ぼくのライダーマン」以外、ステレオマスターが発見されなかったためモノラル音源での収録である。

### SERIES 3 の収録曲
1. セタップ! 仮面ライダーX
2. おれはXカイゾーグ
3. 白い弾丸クルーザー
4. 突撃仮面ライダーX
5. Xライダーアクション
6. ライダー賛歌
7. ぼくのライダーマン
8. Xメカの歌
9. Xライダーしりとり歌
10. Xライダーぼくらの仲間
11. 神敬介の歌
12. ゴッドのマーチ
13. セタップ! 仮面ライダーX
14. おれはXカイゾーグ
15. 白い弾丸クルーザー
16. 突撃仮面ライダーX
17. Xライダーアクション
18. ライダー賛歌
19. ぼくのライダーマン
20. Xメカの歌
21. Xライダーしりとり歌
22. Xライダーぼくらの仲間
23. 神敬介の歌
24. ゴッドのマーチ

M-13〜24：オリジナルカラオケ

## SERIES 4
COCC-10080、1992年7月21日発売。
正式タイトルは、『仮面ライダーアマゾン ～仮面ライダー COMPLETE SONG　COLLECTION SERIES 4 ～』であり、『仮面ライダーアマゾン』の主題歌・挿入歌が収録されている。Xライダー同様、主題歌2曲以外のカラオケはステレオマスターが発見されなかったためモノラル音源からの収録だったが、後にステレオ音源が発見され2011年のリニューアル版で差し替え収録された。

### SERIES 4 の収録曲
1. アマゾンライダーここにあり
2. アマゾンダダダ!!
3. アマゾンライダーアクション
4. ぼくらのアマゾンライダー
5. その名はアマゾン
6. アマゾンおしえておくれ
7. 走れ炎のジャングラー
8. 東京ジャングル
9. アマゾン一人
10. アマゾン倒せ
11. 俺は立花藤兵ヱだ
12. アマゾン一緒にたたかおう
13. アマゾンライダーここにあり
14. アマゾンダダダ!!
15. アマゾンライダーアクション
16. ぼくらのアマゾンライダー
17. その名はアマゾン
18. アマゾンおしえておくれ
19. 走れ炎のジャングラー
20. 東京ジャングル
21. アマゾン一人
22. アマゾン倒せ
23. 俺は立花藤兵ヱだ
24. アマゾン一緒にたたかおう

M-13〜24：オリジナルカラオケ

## SERIES 5
COCC-10191、1992年9月21日発売。
正式タイトルは、『仮面ライダーストロンガー ～仮面ライダー COMPLETE SONG　COLLECTION SERIES 5 ～』であり、『仮面ライダーストロンガー』の主題歌・挿入歌が収録されている。副主題歌である「きょうもたたかうストロンガー」のカラオケは当時テープが行方不明だったため収録されていない。また、子門版2曲と「見よ!! 仮面ライダーストロンガー」のカラオケはモノラル収録である（なお「きょうもたたかうストロンガー」のカラオケと、「見よ!! 仮面ライダーストロンガー」のカラオケは後にステレオ音源が発見され、2011年のリニューアル版で追加および差し替え収録された）。

### SERIES 5 の収録曲
1. 仮面ライダーストロンガーのうた
2. きょうもたたかうストロンガー（水木一郎&堀江美都子版）
3. 戦え! 七人ライダー
4. カブトローブギ
5. それゆけタックルちゃん
6. ストロンガーアクション
7. ストロンガー絵かきうた
8. 見よ!! 仮面ライダーストロンガー（水木一郎版）
9. 胸にかがやくSマーク
10. ぼくらの兄貴 城茂
11. ワッハッハ! 作るぞ恐怖の国を
12. ストロンガーかぞえうた
13. 見よ!! 仮面ライダーストロンガー（子門真人版）
14. きょうもたたかうストロンガー（子門真人&堀江美都子版）
15. 仮面ライダーストロンガーのうた
16. 戦え! 七人ライダー
17. カブトローブギ
18. それゆけタックルちゃん
19. ストロンガーアクション
20. ストロンガー絵かきうた
21. 見よ!! 仮面ライダーストロンガー
22. 胸にかがやくSマーク
23. ぼくらの兄貴 城茂
24. ワッハッハ! 作るぞ恐怖の国を

M-15〜24：オリジナルカラオケ

## SERIES 6
COCC-10192、1992年9月21日発売。
正式タイトルは、『仮面ライダー （スカイライダー） ～仮面ライダー COMPLETE SONG　COLLECTION SERIES 6 ～』であり、『仮面ライダー (スカイライダー)』の主題歌・挿入歌が収録されている。「輝け! 8人ライダー」のカラオケは水木版、ささき版が収録されているかのような表記がされているが、実際はコーラス有、無の2種である（1996年の再プレスで表記修正）。

### SERIES 6 の収録曲
1. 燃えろ! 仮面ライダー
2. はるかなる愛にかけて
3. 輝け! 8人ライダー（ささきいさお版）
4. いま斗いの陽が昇る
5. 男の名は仮面ライダー
6. 輝け! 8人ライダー（水木一郎版）
7. オーオー仮面ライダー
8. 地平線からやってきた男
9. あれは仮面ライダー
10. 8人ライダーヒットメドレー（インストルメンタル）
11. 変身! 仮面ライダー
12. 燃えろ! 仮面ライダー
13. はるかなる愛にかけて
14. 輝け! 8人ライダー（劇場版）[1]
15. いま斗いの陽が昇る
16. 男の名は仮面ライダー
17. 輝け! 8人ライダー（TV版）[2]
18. オーオー仮面ライダー
19. 地平線からやってきた男
20. あれは仮面ライダー
21. 変身! 仮面ライダー

M-12〜21：オリジナルカラオケ

## SERIES 7
COCC-10193、1992年9月21日発売。
正式タイトルは、『仮面ライダースーパー1/仮面ライダーZX ～仮面ライダー COMPLETE SONG　COLLECTION SERIES 7 ～』であり、『仮面ライダースーパー1』と『仮面ライダーZX』の主題歌・挿入歌が収録されている。「スターズ・オン・仮面ライダー」は1982年発売の企画盤シングルレコード(CH-114)のB面が初出であり、カップリングは「スーパー戦隊バンバラバン」であった。なお2011年のリニューアル版では『仮面ライダーZX』と企画盤の楽曲がEXTRAに移動となったため、「ファイブハンドロック」のカラオケと差し替えとなった。併せてボーナストラックに仮面ライダースーパー1」「火を噴けライダー拳」「ファイブハンドロック」の各2011ver.が追加収録されている。

### SERIES 7 の収録曲
1. 仮面ライダースーパー1
2. 火を噴けライダー拳
3. 無敵の勇者スーパー1
4. 九人ライダー永遠に
5. ファイブハンドロック
6. 夢の流れ星
7. 秘伝赤心少林拳
8. 世界にひとり
9. 行け! スーパーマシン
10. ジュニアライダー隊の歌
11. ドラゴン・ロード
12. FORGET MEMORIE’S
13. スターズ・オン・仮面ライダー
14. 仮面ライダースーパー1
15. 火を噴けライダー拳
16. 無敵の勇者スーパー1
17. 九人ライダー永遠に
18. 世界にひとり
19. 行け！スーパーマシン
20. ジュニアライダー隊の歌
21. ドラゴン・ロード

M-14〜21：オリジナルカラオケ

## SERIES 8
COCC-10419、1992年12月1日発売。正式タイトルは、『仮面ライダーBLACK ～仮面ライダー COMPLETE SONG　COLLECTION SERIES 8 ～』であり、『仮面ライダーBLACK』の主題歌・挿入歌が収録されている。
なお収録曲の「仮面ライダーBLACK」主題歌については少々複雑な説明を要する。
以下、実際のジャケットの表記では(Single Version)・(album version)とアルファベットで記述されているが、煩雑さを避けるためそれぞれシングルバージョン・アルバムヴァージョンというカタカナ表記にて説明する。
そもそも1992年の初回リリース時における本アルバムのインデックス表記ならびにライナーノート解説では、1曲目に「仮面ライダーBLACK」（俗にいう無印）、11曲目に「仮面ライダーBLACK シングルバージョン」を収録したことになっていたが、実際に収録されていたのは1曲目がシングルバージョン、11曲目がアルバムバージョンであった（なお12曲目のカラオケも無印のものではなく、シングルバージョンの「コーラス入りカラオケ」が収録されている）。
1996年の再プレスの際にその表記が実態に即して改められ、11曲目は「仮面ライダーBLACK アルバムバージョン」として曲名の修正がされたが、1曲目は「仮面ライダーBLACK」（無印表記）のまま（12曲目のカラオケも無印表記のまま）、「実はシングルバージョンである」という訂正が為されなかった。
この仕様は2011年のリニューアル版でもそのまま引き継がれてしまい、1曲目に「仮面ライダーBLACK シングルバージョン」が収録されているにもかかわらず表記は無印のままであり、一方ボーナストラックとしてアルバムバージョンが（こちらは正しい表記で）引き続き収録される形となっている（なお追加収録されたTVサイズも実際にon airで使用されたものではなく、シングルバージョンのTVサイズである）。
これら一連のミスと不完全な修正の積み重ねが、後に発売される仮面ライダー主題歌集の類や、オムニバス・アルバム各種への収録の際に収録間違いや表記間違いを誘発し、長らく無印バージョンは当時のアルバム『仮面ライダーBLACK  歌とアクション』(30CC-2532)以外では聴けない状況が続くなど、ファンを含めて多大な混乱を招くこととなった。
それらが整理・解消されるのは各バージョンが（TVサイズも含め）表記通りに収録された、2015年発売の『仮面ライダーBLACK SONG & BGM COLLECTION』(COCX39041→3)まで待つこととなる。

### SERIES 8 の収録曲
| #   | タイトル                              | 作詞         | 作曲     | 編曲     | 歌                     |
| --- | ------------------------------------- | ------------ | -------- | -------- | ---------------------- |
| 1.  | 「仮面ライダーBLACK」                 | 阿木燿子     | 宇崎竜童 | 川村栄二 | 倉田てつを             |
| 2.  | 「Long Long ago, 20th Century」       | 阿木燿子     | 宇崎竜童 | 川村栄二 | 坂井紀雄               |
| 3.  | 「激走! 二大マシン」                  | 八手三郎     | 渡辺宙明 | 石田勝範 | 五十嵐寿也             |
| 4.  | 「ゴールへ向かって走れ」              | 石ノ森章太郎 | 渡辺宙明 | 石田勝範 | 五十嵐寿也             |
| 5.  | 「仮面ライダーBLACK～星のララバイ～」 | 阿木燿子     | 宇崎竜童 | 石田勝範 | 五十嵐寿也             |
| 6.  | 「BLACK ACTION」                      | 石ノ森章太郎 | 渡辺宙明 | 石田勝範 | 五十嵐寿也             |
| 7.  | 「ブラックホール・メッセージ」        | 阿木燿子     | 宇崎竜童 | 石田勝範 | 五十嵐寿也             |
| 8.  | 「変身! ライダーブラック」            | 石ノ森章太郎 | 渡辺宙明 | 石田勝範 | 五十嵐寿也             |
| 9.  | 「オレの青春」                        | 石ノ森章太郎 | 渡辺宙明 | 石田勝範 | 倉田てつを             |
| 10. | 「レッツファイト・ライダー」          | 八手三郎     | 渡辺宙明 | 石田勝範 | 五十嵐寿也             |
| 11. | 「仮面ライダーBLACK(Single Version)」 | 阿木燿子     | 宇崎竜童 | 川村栄二 | 倉田てつを             |
| 12. | 「仮面ライダーBLACK」                 | 阿木燿子     | 宇崎竜童 | 川村栄二 | （オリジナルカラオケ） |
| 13. | 「Long Long ago, 20th Century」       | 阿木燿子     | 宇崎竜童 | 川村栄二 | （オリジナルカラオケ） |
| 14. | 「激走! 二大マシン」                  | 八手三郎     | 渡辺宙明 | 石田勝範 | （オリジナルカラオケ） |
| 15. | 「ゴールへ向かって走れ」              | 石ノ森章太郎 | 渡辺宙明 | 石田勝範 | （オリジナルカラオケ） |
| 16. | 「仮面ライダーBLACK～星のララバイ～」 | 阿木燿子     | 宇崎竜童 | 石田勝範 | （オリジナルカラオケ） |
| 17. | 「BLACK ACTION」                      | 石ノ森章太郎 | 渡辺宙明 | 石田勝範 | （オリジナルカラオケ） |
| 18. | 「ブラックホール・メッセージ」        | 阿木燿子     | 宇崎竜童 | 石田勝範 | （オリジナルカラオケ） |
| 19. | 「変身! ライダーブラック」            | 石ノ森章太郎 | 渡辺宙明 | 石田勝範 | （オリジナルカラオケ） |
| 20. | 「オレの青春」                        | 石ノ森章太郎 | 渡辺宙明 | 石田勝範 | （オリジナルカラオケ） |
| 21. | 「レッツファイト・ライダー」          | 八手三郎     | 渡辺宙明 | 石田勝範 | （オリジナルカラオケ） |

## SERIES 9
COCC-10420、1992年12月1日発売。正式タイトルは、『仮面ライダーBLACK RX ～仮面ライダー COMPLETE SONG　COLLECTION SERIES 9 ～』であり、『仮面ライダーBLACK RX』の主題歌・挿入歌が収録されている。なお「永遠のために君のために」は当時のアルバムには収録されておらず、コロちゃんパック(CMX-550)が初出であり、後に「11ライダー大讃歌」のカップリングとしてCD化(CODC-8536)されている。また、「11ライダー大讃歌」「仮面ライダー・99のうた」もそれぞれRX放送終了後の1990年6月21日に単独発売された楽曲である。「11ライダー大讃歌」のカセット版(COSC-54)B面は同曲カラオケ収録、「仮面ライダー・99のうた」のカップリングは「魔法使いサリー・99のうた」(CODC-8535)で、そのカセット版コロちゃんパック(COTZ-522)には同曲の「99べんきょう用カラオケ」が収録されていた。
なお2011年のリニューアル版では企画盤の楽曲がEXTRAに移動となったため、「11ライダー大讃歌」と「仮面ライダー・99のうた」は、それまで未収録だった「戦場のライダーRX」「すべては君を愛するために」の各カラオケと差し替えられ、これによってカラオケは全曲収録となった。併せてTVサイズ・ソングコレクションとして「オープニング〜仮面ライダーBLACK RX」「誰かが君を愛してる」、ボーナストラックには「仮面ライダーBLACK RX」「誰かが君を愛してる」の各インストゥルメンタルが追加収録されている。

### SERIES 9 の収録曲
1. 仮面ライダーBLACK RX
2. 誰かが君を愛してる
3. 運命の戦士
4. 戦場のライダーRX
5. 黒い勇者
6. すべては君を愛するために
7. 光の戦士
8. 激進 RX
9. バトル oh! RX
10. 永遠のために君のために
11. 11ライダー大讃歌
12. 仮面ライダー・99のうた
13. 仮面ライダーBLACK RX
14. 誰かが君を愛してる
15. 運命の戦士
16. 黒い勇者
17. 光の戦士
18. 激進 RX
19. バトル oh! RX
20. 永遠のために君のために

M-13〜20：オリジナルカラオケ

## SERIES EXTRA
COCX-36974、2011年9月21日にシリーズがリニューアル発売された際に新たに加えられた10巻目のアルバム。
正式タイトルは、『COMPLETE SONG COLLECTION OF 20TH CENTURY MASKED RIDER SERIES EXTRA 仮面ライダーZX・真・ZO・J + 企画音盤集』であり、『仮面ライダーZX』『真・仮面ライダー 序章』『仮面ライダーZO』『仮面ライダーJ』の主題歌・挿入歌のほか、旧シリーズとは異なり、企画盤の「スターズ・オン・仮面ライダー」「11ライダー大讃歌」「仮面ライダー・99のうた」もこちらにまとめて一括で収録されている。

### SERIES EXTRA の収録曲
1. ドラゴン・ロード
2. FORGET MEMORIE’S
3. スターズ・オン・仮面ライダー
4. 11ライダー大讃歌
5. 仮面ライダー・99のうた
6. Forever
7. 愛が止まらない
8. 微笑みの行方
9. 心つなぐ愛
10. JUST ONE LOVE
11. ドラゴン・ロード
12. FORGET MEMORIE’S
13. スターズ・オン・仮面ライダー
14. 11ライダー大讃歌
15. 仮面ライダー・99のうた
16. ぼくのライダーマン（インストゥルメンタル）
17. 戦え! 仮面ライダーV3（インストゥルメンタル）
18. レッツゴー!! ライダーキック（インストゥルメンタル）

M-11〜15：オリジナルカラオケ